# Jakub Hanecki

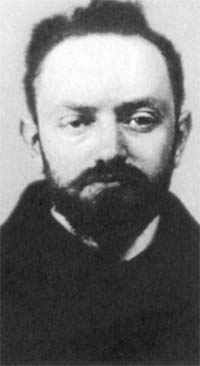
Jakub Hanecki.

Jakub Hanecki (Fürstenberg) - eg. Jakob Stanislavovitj - alias Kuba - även Ganezki (tyska) och Yakov Ganetsky (engelska), född 1879 i Warszawa, död 1937 (avrättad), var en polsk-rysk revolutionär politiker (bolsjevik) med judiskt ursprung.
Efter en kort tid som Tolstojanhängare blev han 1896 socialdemokrat. 1900 studerade han i Berlin, Heidelberg och Zürich samtidigt som han var aktiv i det polska socialdemokratiska partiet där han specialiserade sig på transport av illegal litteratur. Han bevistade det ryska socialdemokratiska partiets andra kongress i Bryssel och London 1903, den fjärde i Stockholm 1906, den femte i London 1905. Han blev ofta arresterad. Framstående i olika stridsgrupper i Polen och Ryssland efter 1905. Träffade Lenin 1907 i Finland. Han spelade en ledande roll i konflikterna inom det polska socialdemokratiska partiet och anslöt sig till Warszawakommittén. 
1921 skrev Lenin ett rekommendationsbrev för Fürstenberg: ”Jag har känt honom sedan 1903 … och iakttog honom noga under åren 1912-1914 då vi bodde ihop i Krakow. Han reste ofta i och för illegalt arbete i (ryska) Polen och hade uppdrag för centralkommitténs räkning både utrikes och i Ryssland”.  När den bolsjevikiske ledamöter som satt i duman - Malinovskij -  avslöjades som polisspion, tillsattes en kommission i vilken ingick Lenin, Zinovjev och Fürstenberg, där den senare var ordförande. Han var en av Lenins mest betrodda medarbetare. 
Sommaren 1915 kompanjon med Helphand-Parvus i Köpenhamn, ansvarig för Kompagniets legala och illegala transporter. Anhållen 1917 och utvisad från Danmark. Flyttade till Stockholm. Utpekad av Kerenskijs provisoriska regering som en av huvudförmedlarna av tyska pengar till bolsjevikerna. Skötte Lenins hemresa på svensk bottten.
Hanecki är känd för sitt samarbete med Lenin i dennes exil och var under perioden april-  november även bosatt i Stockholm där han var medlem i trojkan vid Centralkommitténs utlandsbyrå tillsammans med Vatslav Vorovskij och Karl Radek.  Efter oktoberrevolutionen blev han tf och sedan ordinarie chef för den ryska statsbanken. Efter att därefter ha tjänstgjort som Sovjets representant i Riga och senare som chef för europeiska sektionen i utrikeskommissriatet fick han en post i handelskommissariatet under Krasin. Han blev senare chef för revolutionsmuseet. 
Han avrättades under Stalins Stora utrensning, antagligen 1937. Han har senare rehabiliterats.